# Wohlmirstedt

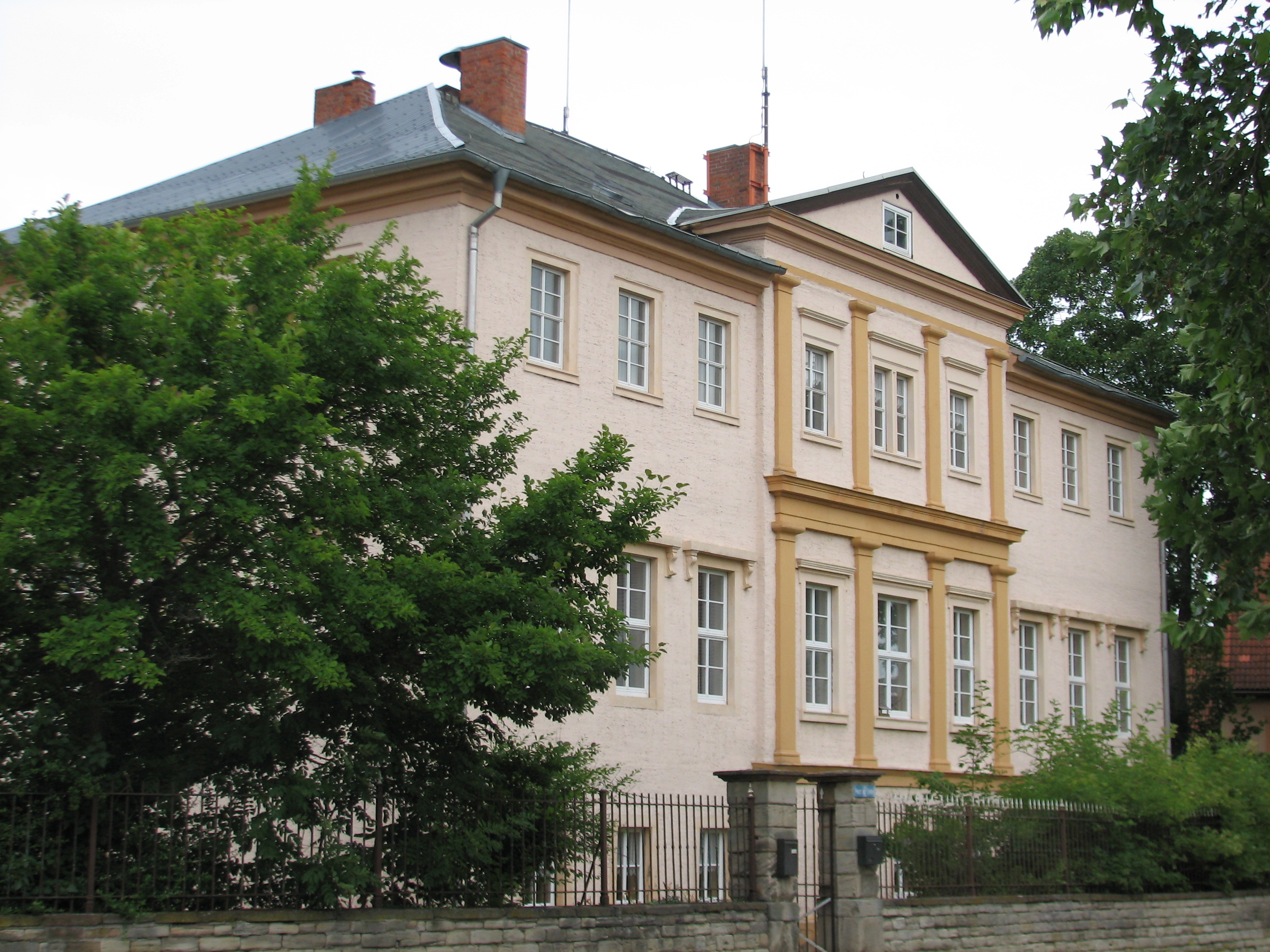
Einstiges Schloss in der Ortsmitte

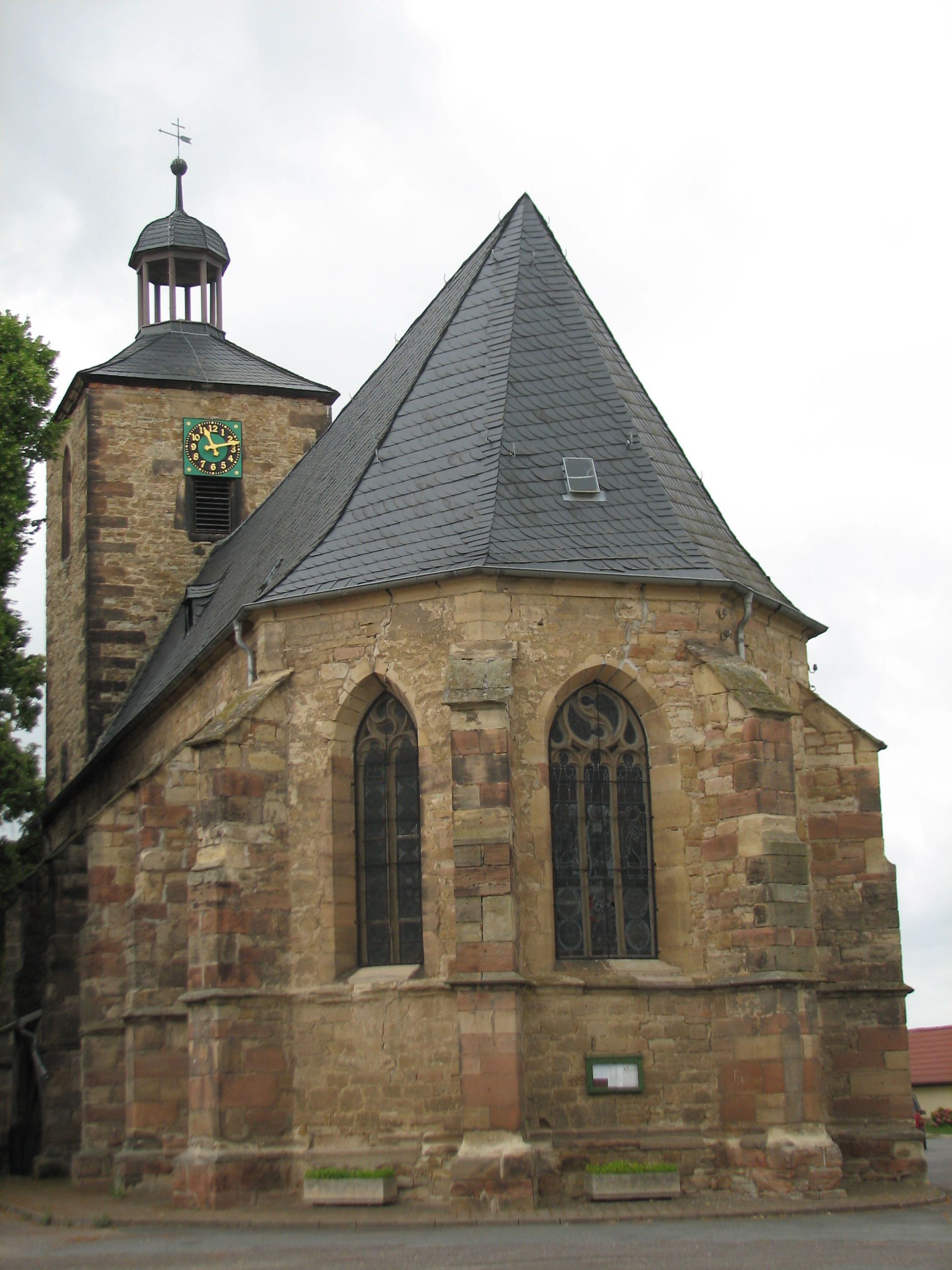
Kirche St. Maria Magdalena zu Wohlmirstedt

Wohlmirstedt ist ein Ortsteil der Gemeinde Kaiserpfalz im Burgenlandkreis in Sachsen-Anhalt.

## Geografie
Wohlmirstedt liegt am Rande der Finne zwischen Erfurt und Halle (Saale) auf 128 Meter ü. NN.
Ortsteile der ehemaligen Gemeinde Wohlmirstedt waren Zeisdorf (bis 1815 anteilmäßig am Amt Wendelstein) und Allerstedt.

## Geschichte

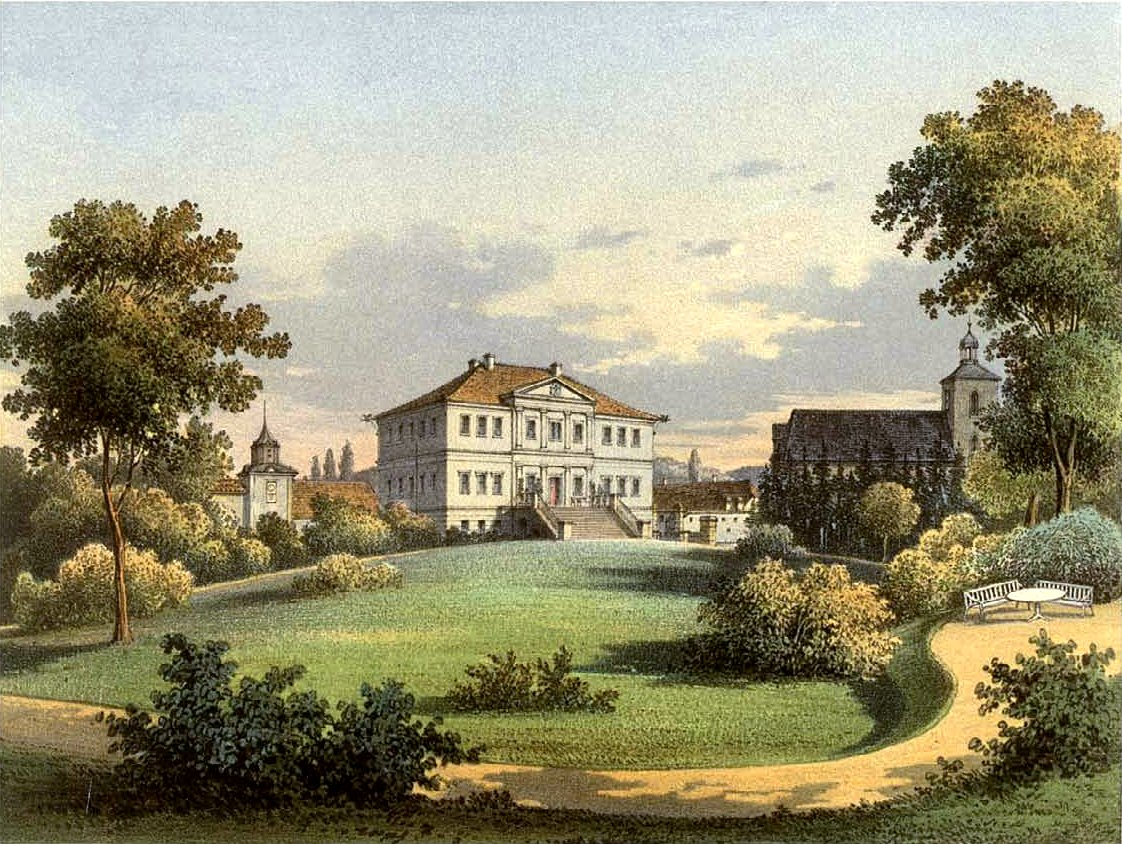
Rittergut Wohlmirstedt um 1860/61, Sammlung Alexander Duncker

Erstmals wurde Wohlmirstedt im Jahr 786 als Wolmerstede urkundlich erwähnt. Im Jahr 998 geht der Ort in den Besitz des Klosters Memleben über. Im 13. Jahrhundert ist ein gleichnamiges ritterliches Geschlecht „von Wohlmirstedt“ nachgewiesen. Weitere Besitzer des Ortes waren die Grafen von Keverenburg, die Grafen von Rabenswalde und die Grafen von Orlamünde. Von 1355 bis 1803 besaßen die von Witzleben und von 1803 bis 1935 die von Helldorff das ortsansässige Rittergut.
Am 1. Juli 1950 wurden die bis dahin eigenständigen Gemeinden Allerstedt und Zeisdorf eingegliedert. Am 1. Juli 2009 wurde Wohlmirstedt in die neue Gemeinde Kaiserpfalz eingegliedert. Der letzte Bürgermeister war Uwe Reiche.

## Politik
Der letzte bei den Kommunalwahlen am 13. Juni 2004 gewählte Gemeinderat setzte sich aus neun Mitgliedern einer Wählergruppe und einem Mitglied der SPD zusammen.

## Bauwerke und Sehenswertes
- Kirchen in Wohlmirstedt und Zeisdorf
- Küchenteich in Wohlmirstedt

## Verkehrsanbindung
Östlich des Ortes verläuft die Bundesstraße 250, die von Eckartsberga nach Bad Bibra führt.

## Persönlichkeiten
- Karl Hecht (1924–2022), Physiologe, Weltraummediziner und Hochschullehrer